# Billy Bob Thornton
William Bob Thornton (ur. 4 sierpnia 1955 w Hot Springs) – amerykański aktor, reżyser i scenarzysta filmowy, także perkusista i wokalista zespołu The Boxmasters.
7 października 2004 otrzymał własną gwiazdę w Alei Gwiazd w Los Angeles znajdującą się przy 6801 Hollywood Boulevard.

## Życiorys

### Wczesne lata
Przyszedł na świat w rodzinie metodystów jako najstarszy z czterech synów Billy’ego Raya Thorntona (ur. 14 listopada 1929, zm. 8 sierpnia 1974), nauczyciela historii i trenera koszykówki, i Virginii Roberty Faulkner Thornton. Jego rodzina była pochodzenia angielskiego, a także miała korzenie szkockie i irlandzkie. Wychowywał się z trzema młodszymi braćmi – Jimmym Donem (ur. 12 kwietnia 1958, zm. 3 października 1988), Jamesem „Jimem” Beanem i Johnem Davidem (ur. 1969). Dzieciństwo spędził w Alpine i Malvern, w stanie Arkansas, a także w małej chacie w lesie u swojego dziadka, Otisa Thorntona. W 1973 ukończył szkołę średnią Malvern High School, gdzie był uznanym graczem w baseball i myślał o tym, by zagrać w Kansas City Royals. Przez krótki okres pracował przy układaniu asfaltu dla Wydziału Transportu Stanu Arkansas (Arkansas State Transportation Department). Następnie podjął studia psychologiczne na Henderson State University w Arkadelphia, w stanie Arkansas, jednak przerwał studia po dwóch semestrach.
W 1981 zamieszkał w Los Angeles, aby wraz ze swoim wieloletnim przyjacielem, Tomem Eppersonem, zapoczątkować karierę jako aktor i scenarzysta. Grał na perkusji i śpiewał w zespole Tres Hombres w miejscowych barach, a także współpracował z muzykiem z RPA Jackiem Hammerem. Dorabiał w telemarketingu, na farmie wiatrowej i restauracji typu fast food. Kiedy pracował jako kelner, spotkał reżysera Billy’ego Wildera, który zachęcił go do kariery scenarzysty.

### Kariera
Po raz pierwszy pojawił się na planie filmowym dreszczowca Krew łowcy (Hunter’s Blood, 1986) u boku Sama Bottomsa, a następnie w serialu NBC Matlock (1987) i telefilmie HBO Człowiek, który zerwał 1000 łańcuchów (The Man Who Broke 1,000 Chains, 1987) z Valem Kilmerem, Sonią Bragą i Kyrą Sedgwick jako konduktor i sitcomie CBS Rozpalone serca (Hearts Afire, 1992-94) w roli Billy’ego Boba Davisa. Zwrócił na siebie uwagę krytyków jako złoczyńca w dreszczowcu Jeden fałszywy ruch (One False Move, 1992), do którego także napisał scenariusz wspólnie z Tomem Eppersonem. Zagrał potem w filmach: Niemoralna propozycja (Indecent Proposal, 1993), Szary rycerz (Grey Knight, 1993), Więzy krwi (Bound by Honor, 1993), Tombstone (1993) i Stevena Seagala Na zabójczej ziemi (On Deadly Ground, 1994).
Za swój adaptowany scenariusz do wyreżyserowanego przez siebie dramatu Blizny przeszłości (Sling Blade, 1996), w którym zagrał opóźnionego umysłowo Karla Childersa o dramatycznej przeszłości, został uhonorowany nagrodą Oscara za najlepszy scenariusz adaptowany, natomiast jego kreacja przyniosła mu nominację do Oscara dla najlepszego aktora pierwszoplanowego. Kolejną nominację do Oscara, Złotego Globu i Saturna zdobył za drugoplanową rolę nierozgarniętego Jacoba w dramacie kryminalny Sama Raimi Prosty plan (A Simple Plan, 1998). Był reżyserem i producentem westernu Rącze konie (All the Pretty Horses, 2000) wg powieści Cormaca McCarthy’ego.
Nagrał trzy albumy: Private Radio (2001), The Edge of the World (2003) i Hobo (2005).

## Życie prywatne
Był pięciokrotnie żonaty; z Melissą Lee Gatlin (1978–1980), z którą ma córkę Amandę, Toni Lawrence (1986–1988), Cyndą Williams (1990-1992), Pietrą Dawn Cherniak (od 18 lutego 1993 do kwietnia 1997), z którą ma dwóch synów: Williama i Henry’ego Jamesa i Angeliną Jolie (od 5 maja 2000 do 27 maja 2003), z którą zaadoptował syna Maddoxa Chivana, sierotę z Kambodży, który otrzymał nazwisko Thornton Jolie; po rozstaniu Jolie pozbawiła go praw rodzicielskich do syna. Dla piątej żony napisał dwie piosenki – „Your Blue Shadow” i „Angelina”, a także wytatuował sobie jej imię na lewym ramieniu; po rozstaniu przerobił tatuaż na słowo „Angel” i umieścił przy nim rysunek anioła. Spotykał się także z Laurą Dern (1997-2000) i modelką Danielle Dotzenrod (2002-2003). W 2003 związał się z krawcową Connie Angland, z którą ma córkę Bellę (ur. 22 września 2004). Para wzięła ślub 22 października 2014.
Cierpi na lęk przed lataniem samolotem (akrofobię) i lęk przed antykami. Zmaga się z zaburzeniami obsesyjno-kompulsywnymi.

## Filmografia

### Filmy
| Rok  | Tytuł                                                                          | Rola | Reżyser                               |
| ---- | ------------------------------------------------------------------------------ | --- | ------------------------------------- |
| 1986 | Krew łowcy (Hunter’s Blood)                                                    | Billy Bob | Robert C. Hughes                      |
| 1987 | Człowiek, który zerwał 1000 łańcuchów (The Man Who Broke 1,000 Chains, TV-HBO) | konduktor | Daniel Mann                           |
| 1988 | Na południe od Reno (South of Reno)                                            | barman | Mark Rezyka                           |
| 1989 | Ahoj dziewczyny (Going Overboard)                                              | Dave | Valerie Breiman                       |
| 1989 | Zmotoryzowane laski w Krainie Zombich (Chopper Chicks in Zombietown)           | Tommy | Dan Hoskins                           |
| 1991 | Ciemna strona (The Dark Backward)                                              | właściciel Sloppy’s | Adam Rifkin                           |
| 1991 | Dla naszych chłopców (For the Boys)                                            | sierżant Marine w Korei | Mark Rydell                           |
| 1991 | Widespread Panic: Live from the Georgia Theatre (film krótkometrażowy)         | | Billy Bob Thornton                    |
| 1992 | Jeden fałszywy ruch (One False Move)                                           | Ray Malcolm (także scenariusz) | Carl Franklin                         |
| 1993 | Kłopotliwy bagaż (Trouble Bound)                                               | Coldface | Jeffrey Reiner                        |
| 1993 | Tombstone                                                                      | Johnny Tyler | George Pan Cosmatos                   |
| 1993 | Ghost Brigade                                                                  | Langston | George Hickenlooper                   |
| 1993 | Niemoralna propozycja (Indecent Proposal)                                      | Day Tripper | Adrian Lyne                           |
| 1993 | Bound by Honor (Blood In Blood Out)                                            | Lightning | Taylor Hackford                       |
| 1994 | Na zabójczej ziemi (On Deadly Ground)                                          | Homer Carlton | Steven Seagal                         |
| 1994 | Floundering                                                                    | Gun Clerk | Peter McCarthy                        |
| 1994 | Some Folks Call It a Sling Blade (film krótkometrażowy)                        | Karl Childers (także scenariusz) | George Hickenlooper                   |
| 1995 | Truposz (Dead Man)                                                             | Big George Drakoulious | Jim Jarmusch                          |
| 1995 | Pod niebem Henrietty (The Stars Fell on Henrietta)                             | Roy | James Keach                           |
| 1996 | Blizny przeszłości (Sling Blade)                                               | Karl Childers | Billy Bob Thornton (także scenariusz) |
| 1996 | Wygrany (The Winner)                                                           | Jack | Alex Cox                              |
| 1996 | Nie oglądaj się za siebie (Don’t Look Back, TV-HBO)                            | Marshall | Geoff Murphy                          |
| 1996 | Wszystko zostaje w rodzinie (A Family Thing)                                   | scenarzysta | Richard Pearce                        |
| 1997 | Apostoł (The Apostle)                                                          | Troublemaker | Robert Duvall                         |
| 1997 | Droga przez piekło (U Turn)                                                    | Darrell | Oliver Stone                          |
| 1997 | Księżniczka Mononoke (Princess Mononoke)                                       | Jigo (głos) | Hayao Miyazaki                        |
| 1997 | Spalić Hollywood (Burn Hollywood Burn)                                         | w roli samego siebie | Alan Smithee                          |
| 1998 | Barwy kampanii (Primary Colors)                                                | Richard Jemmons | Mike Nichols                          |
| 1998 | Armageddon                                                                     | Dan Truman, administrator NASA | Michael Bay                           |
| 1998 | Amatorzy w konopiach (Homegrown)                                               | Jack Marsden | Stephen Gyllenhaal                    |
| 1998 | Prosty plan (A Simple Plan)                                                    | Jacob Mitchell | Sam Raimi                             |
| 1999 | Zmęczenie materiału (Pushing Tin)                                              | Russell Bell | Mike Newell                           |
| 2000 | Dotyk przeznaczenia (The Gift)                                                 | scenarzysta | Sam Raimi                             |
| 2000 | The Last Real Cowboys (film krótkometrażowy)                                   | Tar | Jeff Lester                           |
| 2000 | Rącze konie (All the Pretty Horses)                                            | – | Billy Bob Thornton (także producent)  |
| 2001 | Na południe od nieba, na zachód od piekła (South of Heaven, West of Hell)      | brygadier Smalls | Dwight Yoakam                         |
| 2001 | Zdrowie taty (Daddy and Them)                                                  | Claude Montgomery | Billy Bob Thornton (także scenariusz) |
| 2001 | Czekając na wyrok (Monster’s Ball)                                             | Hank Grotowski | Marc Forster                          |
| 2001 | Włamanie na śniadanie (Bandits)                                                | Terry Lee Collins | Barry Levinson                        |
| 2001 | Człowiek, którego nie było (The Man Who Wasn’t There)                          | Ed Crane | Joel i Ethan Coenowie                 |
| 2001 | Kamuflaż (Camouflage)                                                          | scenarzysta (jako Reginald Perry)                                                                                                   | James Keach                           |
| 2002 | Obudzić się w Reno (Waking Up in Reno)                                         | Lonnie Earl Dodd | Jordan Brady                          |
| 2002 | Odznaka (The Badge)                                                            | szeryf Darl Hardwick | Robby Henson                          |
| 2003 | Zły Mikołaj (Bad Santa)                                                        | Willie T. Soke | Terry Zwigoff                         |
| 2003 | To właśnie miłość (Love Actually)                                              | prezydent USA | Richard Curtis                        |
| 2003 | Okrucieństwo nie do przyjęcia (Intolerable Cruelty)                            | Howard D. Doyle | Joel i Ethan Coenowie                 |
| 2003 | Skazany na wolność (Levity)                                                    | Manuel Jordan | Ed Solomon                            |
| 2004 | Światła stadionów (Friday Night Lights)                                        | trener Gary Gaines | Peter Berg, Josh Pate                 |
| 2004 | Alamo (The Alamo)                                                              | Davy Crockett | John Lee Hancock                      |
| 2004 | Chrystal                                                                       | Joe | Ray McKinnon                          |
| 2005 | Zimne dranie (The Ice Harvest)                                                 | Vic Cavanaugh | Harold Ramis                          |
| 2005 | Drużyna specjalnej troski (Bad News Bears)                                     | Morris Buttermaker | Richard Linklater                     |
| 2006 | Szkoła dla drani (School for Scoundrels)                                       | dr P / Dennis Sherman | Todd Phillips                         |
| 2007 | Ranczer w kosmosie (The Astronaut Farmer)                                      | Charles Farmer | Michael Polish                        |
| 2007 | Facet od WF-u (Mr. Woodcock)                                                   | Jasper Woodcock | Craig Gillespie, David Dobkin         |
| 2008 | Eagle Eye                                                                      | Thomas Morgan | D.J. Caruso                           |
| 2008 | Informers (The Informers)                                                      | William | Gregor Jordan                         |
| 2009 | My Run                                                                         | Narrator (głos) | Tim VandeSteeg                        |
| 2009 | Zapach sukcesu (The Smell of Success)                                          | Patrick | Michael Polish                        |
| 2010 | W pogoni za zemstą (Faster)                                                    | detektyw Slade Humphries / policjant, skorumpowany detektyw policyjny odpowiedzialny za napad i morderstwo Gary’ego, brata kierowcy | George Tillman Jr.                    |
| 2011 | Król wojowników (The King of Luck, dokumentalny)                               | – | Billy Bob Thornton                    |
| 2011 | Nashville Rises                                                                | Narrator | Zac Adams                             |
| 2011 | Kot w butach (Puss in Boots)                                                   | Jack (głos) | Chris Miller                          |
| 2012 | Samochód Jayne Mansfield (Jayne Mansfield’s Car)                               | Skip Caldwell | Billy Bob Thornton (także scenariusz) |
| 2012 | Bracia Oodie (The Baytown Outlaws)                                             | Carlos | Barry Battles                         |
| 2013 | Parkland                                                                       | agent tajnych służb Forrest Sorrels                                                                                                 | Peter Landesman                       |
| 2014 | Miasteczko Cut Bank (Cut Bank)                                                 | Stan Steeley | Matt Shakman                          |
| 2014 | Sędzia (The Judge)                                                             | Dwight Dickham | David Dobkin                          |
| 2015 | Into the Grizzly Maze                                                          | Douglas | David Hackl                           |
| 2015 | Ekipa (Entourage)                                                              | Larsen McCredle | Doug Ellin                            |
| 2015 | Kryzys to nasz pomysł (Our Brand Is Crisis)                                    | Pat Candy | David Gordon Green                    |
| 2016 | Whiskey Tango Foxtrot                                                          | Gen Hollanek | Glenn Ficarra, John Requa             |
| 2016 | London Fields                                                                  | Samson Young | Mathew Cullen                         |
| 2016 | Zły Mikołaj 2 (Bad Santa 2)                                                    | Willie T. Soke | Mark Waters                           |
| 2017 | Hunter Killer                                                                  | | Donovan Marsh                         |

### Seriale TV
| Rok       | Film                                           | Rola                        |
| --------- | ---------------------------------------------- | --------------------------- |
| 1987      | Matlock                                        | Pawnshop clerk              |
| 1990      | Miasteczko Evening Shade (Evening Shade)       | ogrodnik                    |
| 1992      | Knots Landing                                  | Timberman                   |
| 1992–1995 | John, Georgie i cała reszta (Hearts Afire)     | Billy Bob Davis             |
| 2000–2005 | Kotopies (CatDog)                              | ojciec kotopsa              |
| 2014      | Fargo                                          | Lorne Malvo                 |
| 2014      | Robot Chicken                                  | dziadek Shlorp (głos)       |
| 2014      | Teoria wielkiego podrywu (The Big Bang Theory) | doktor Oliver Lorvis        |
| 2016      | Amerykański tata (American Dad!)               | w roli samego siebie (głos) |
| 2016-     | Goliath                                        | Billy McBride               |
| 2017      | Fargo                                          | narrator                    |